# 旧石橋家住宅
旧石橋家住宅（きゅういしばしけじゅうたく）は兵庫県伊丹市にある歴史的建造物。
元々は猪名野神社の門前通りに現存していた江戸時代後期築の町屋である。阪神・淡路大震災で市内の多くの古建築が失われ古建築保存の機運が高まったこともあって、当住宅は商家の造りが良く保存されていたことから解体調査後に旧岡田家住宅の隣に移築復元されて「みやのまえ文化の郷」の中核施設の一つとして2001年から一般に公開されるようになった。

## 概要
- 所在地 -  〒664-0895 兵庫県伊丹市宮ノ前2丁目193
- 文化財 - 伊丹市指定有形文化財（1996年）、兵庫県指定文化財（2001年）[1]

## 施設
- 店の間 - みやのまえ文化の郷ショップ（工芸作品の展示販売）
- 台所
- 座敷・茶室
- 2階 - 展示室（宮ノ前の歴史資料展示）

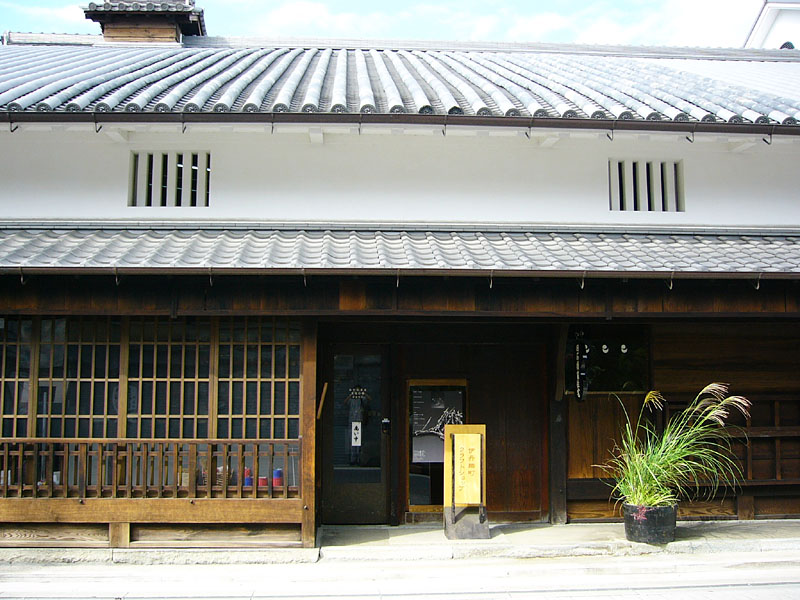
玄関
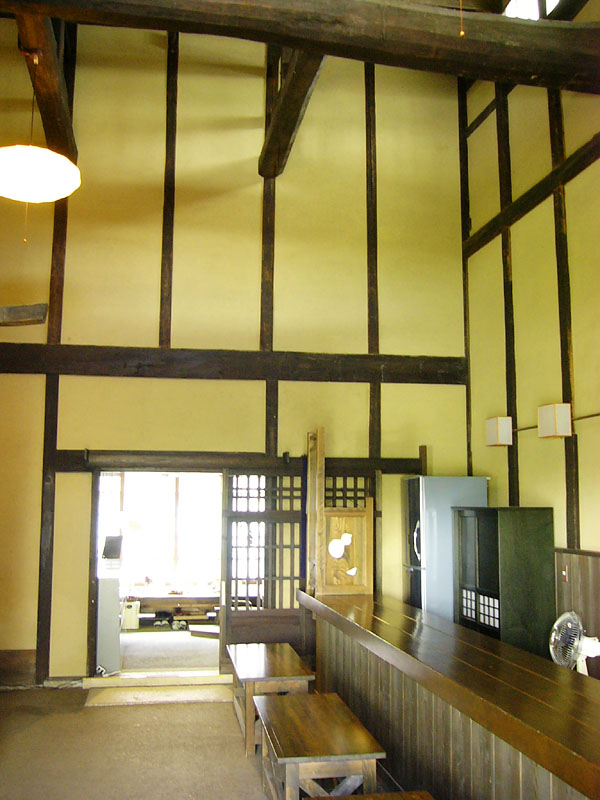
土間
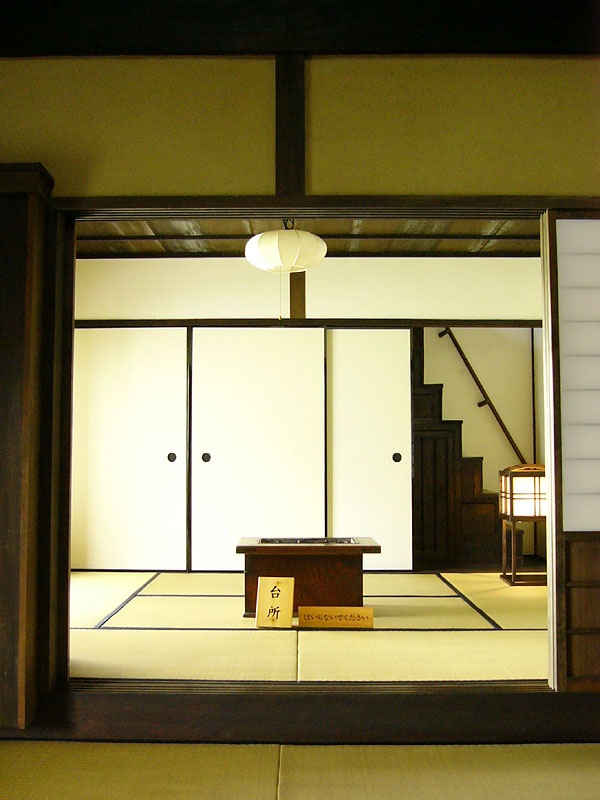
台所
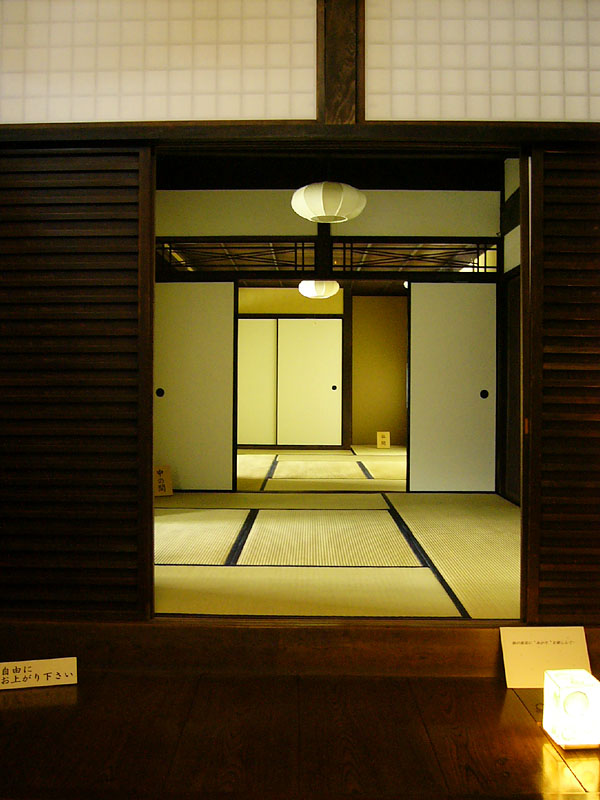
中の間・仏間

## 利用情報
- 開館時間 - 10時 - 18時（入館は17時30分まで）
- 休館日 - 月曜日
- 入館無料

## 周辺情報
- みやのまえ文化の郷
  - 伊丹市立伊丹郷町館
    - 旧岡田家住宅
    - 旧石橋家住宅
    - 新町屋

  - 柿衞文庫
  - 伊丹市立美術館
  - 伊丹市立工芸センター
- ブルワリーミュージアム
- アイホール
- 有岡城跡

## 交通アクセス
- 阪急伊丹線 伊丹駅 徒歩約8分
- JR宝塚線 伊丹駅 徒歩約8分